# Spedizione Polaris

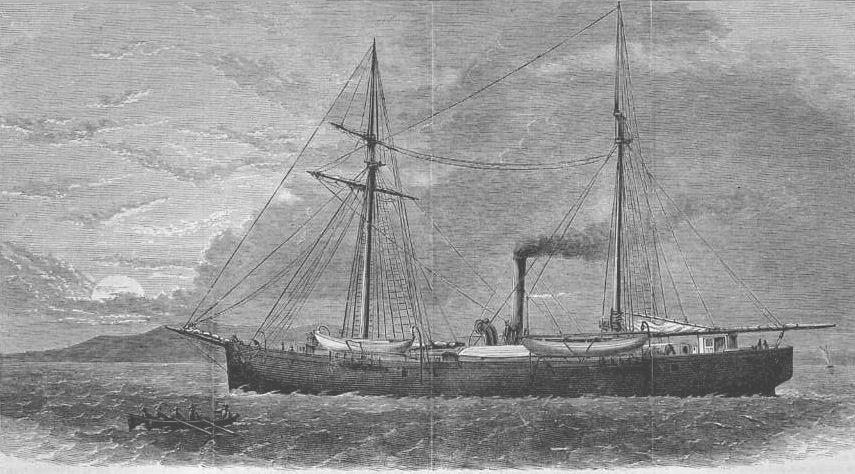
Il Polaris (xilografia) pubblicato in Harper's Weekly nel 1873

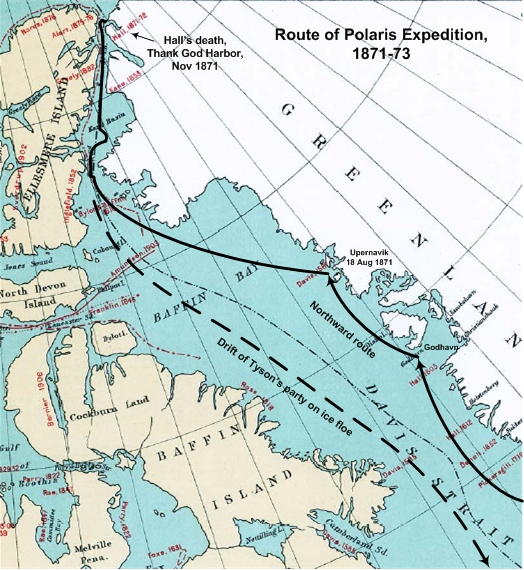
Tragitto della spedizione

La spedizione Polaris del 1871 fu condotta dallo statunitense Charles Francis Hall nel corso della presidenza di Ulysses S. Grant, il quale voleva che fosse la prima spedizione a raggiungere il Polo Nord. Sponsorizzato dal governo degli Stati Uniti, è stato uno dei primi seri tentativi di giungere al Polo, dopo quella dell'ufficiale di marina britannico William Edward Parry, che nel 1827 raggiunse la latitudine 82°45' Nord. La spedizione non riuscì nel suo obiettivo principale, essendo stata turbata fin dal principio da insubordinazione, incompetenza e scarsa autorevolezza del comandante.
Sotto il comando di Hall, il Polaris partì da New York City nel giugno 1871. Entro ottobre dello stesso anno, gli uomini stavano già passando l'inverno sulla riva del nord della Groenlandia, organizzando i preparativi per il viaggio verso il Polo. Hall tornò alla nave da un viaggio esplorativo in slittino e subito si ammalò. Prima di morire, accusò i membri della ciurma di averlo avvelenato. Una riesumazione del suo corpo nel 1968 ha rivelato che aveva ingerito una grande quantità di arsenico nelle ultime due settimane della sua vita.
Il notevole successo della spedizione consisté nel raggiungere 82°29' N di latitudine in nave, un record all'epoca. Sulla strada verso sud, diciannove membri della spedizione si separarono dalla nave e andarono alla deriva su un lastrone di ghiaccio per sei mesi e 1.800 miglia (2.900 km) prima di essere salvati. Il Polaris danneggiato si arenò ed andò distrutto nei pressi di Etah, Groenlandia, nel mese di ottobre 1872. Gli altri uomini erano in grado di sopravvivere all'inverno e sono stati salvati l'estate successiva. Un'inchiesta navale ha indagato sulla morte di Hall, ma nessuna sanzione fu mai pronunciata.

## Equipaggio
Nella primavera del 1871, il presidente statunitense Ulysses S. Grant aveva nominato Hall come comandante generale della spedizione, ma veniva indicato come capitano. Sebbene Hall avesse avuto abbastanza esperienza con l'Artico, non aveva esperienza di navigazione e quindi il titolo era puramente onorifico. Nel selezionare gli ufficiali e i marinai, Hall fece affidamento su balenieri con esperienza nella regione artica. Questa fu nettamente diversa dalle spedizioni polari dell'Ammiragliato britannico, che tendevano a usare ufficiali di marina ed equipaggi altamente disciplinati.
Per la sua selezione di comandante, Hall prima si rivolse a Sidney O. Budington, poi a George Tyson, che si erano inizialmente rifiutati a causa di impegni precedenti di caccia alle balene. Quando tale impegno fallì, Hall nominò Budington comandante e Tyson assistente navigatore. Budington e Tyson avevano decenni di esperienza alle spalle alla guida di baleniere. In effetti, il Polaris aveva dunque tre capitani, un fatto che avrebbe potuto gravare molto sul destino della spedizione. A complicare ulteriormente le cose, nel 1863 Budington e Hall avevano litigato perché Budington aveva negato il permesso a Hall di portare le sue guide Inuit, Joseph Ebierbing e Tookoolito, con lui su una spedizione in un momento in cui erano malati e tenuti d'occhio da Budington.
Il resto degli ufficiali e del personale scientifico erano americani (primo ufficiale Hubbard Chester, secondo ufficiale William Morton e l'astronomo e cappellano RWD Bryan) e tedeschi (il capo scienziato e chirurgo Emil Bessels e il meteorologo Frederick Meyer). I marinai erano per lo più tedeschi, come lo era l'ingegnere capo Emil Schumann. Oltre a 25 ufficiali, equipaggio e personale scientifico, Hall portò a bordo un interprete Inuit ed il cacciatore Ebierbing, sua moglie Tookoolito e il loro bambino. Infine, anche un groenlandese aborigeno di nome Hans Hendrik, la moglie Merkut e tre bambini aderirono la spedizione.

## Spedizione

### Da New York a Upernavik
Anche prima di lasciare il Brooklyn Navy Yard il 29 giugno 1871, la spedizione incontrò problemi di personale. Il cuoco, un marinaio, un vigile del fuoco e l'assistente ingegnere Wilson disertarono. L'amministratore si rivelò essere un ubriacone e fu lasciato in porto.
La nave si fermò a New London, nel Connecticut, per prendere un assistente tecnico di sostituzione, salpando di nuovo il 3 luglio 1871. Al momento in cui la nave raggiunse St. John's (Canada) c'era dissenso tra gli ufficiali e il personale scientifico. Bessels, sostenuto da Meyer, aveva apertamente rifiutato il comando di Hall sul personale scientifico. Il dissenso si diffuse tra l'equipaggio, diviso lungo linee nazionaliste. Nel suo diario, l'assistente alla navigazione George Tyson scrisse che nel momento in cui raggiunsero Disko Island, Groenlandia, "... le espressioni sono liberamente fatti che Hall non dovrà ottenere alcun credito da questa spedizione. Già alcuni si sono fatti le proprie idee circa quanto lontano andranno e quando saranno di nuovo a casa." Hall chiese al capitano della nave Davenport fornitura Congresso di intervenire. Davenport minacciò di incatenare Meyer per insubordinazione e di rispedirlo negli Stati Uniti ed a quel punto tutti i tedeschi minacciavano di disertare. Hall e Davenport furono costretti a fare marcia indietro, però Davenport tenne all'equipaggio un discorso dai toni accesi sulla disciplina navale.
In un altro schermo aperto di dissenso, le caldaie della nave furono manomesse da uno dei membri dell'equipaggio. Le speciali caldaie alimentate a grasso di balena risultarono scomparse, apparentemente gettate in mare.
Il 18 agosto 1871, la nave raggiunse Upernavik sulla costa occidentale della Groenlandia, dove hanno preso il cacciatore Inuit e interprete Hans Hendrik. Il Polaris procedeva verso nord attraverso Smith Sound e lo Stretto di Nares, superando i precedenti record del punto più lontano a nord raggiunto da una nave detenuti da Elisha Kane e Isaac Hayes.

### Preparazione a raggiungere il polo e morte di Hall
Il 2 settembre 1871, il Polaris aveva raggiunto il suo massimo limite verso nord, alla latitudine di 82°29'N.[23][24] La tensione a bordo sali di nuovo poiché i tre ufficiali in capo non si accordavano sul procedere ancora verso nord o meno. Hall e Tyson volevano procedere ancora verso nord per diminuire la distanza che successivamente avrebbero dovuto percorrere sino al Polo con la slitta e i cani. Budington non voleva far correre ulteriori rischi alla nave e abbandonò la discussione, Alla fine navigarono sino a Thank God Harbor (ora nota come Hall Bay) il 10 settembre 1871, dove attraccarono per l'inverno sulle rive nord della Groenlandia.